# Ас-Самири
Ас-Са́мири (араб. السامري‎), самаритянин — в Коране человек, искусивший народ Мусы (Моисея) с помощью Золотого тельца. Слово «ас-Самири» встречается в Коране трижды.

## Повествование
История ас-Самири упоминается в Коране дважды. В первом повествовании рассказывается о грехе израильтян, что соответствует книге Исход (Исх. 32), с добавкой о том, что телёнок, отлитый из металла, «мычал» (хувар).
Во втором повествовании ас-Самири представлен как искуситель израильтян в той же ситуации. По приказу ас-Самири израильтяне бросили свои украшения в огонь, и он сделал из них мычащего телёнка, который почитался народом несмотря на то, что Харун отговаривал их делать этого. Когда пророк Муса спросил ас-Самири о случившемся, тот стал оправдываться, говоря, что он «видел то, чего не видели они», то есть «следы посланца». Мусульманская традиция понимает под выражением «следы посланца» следы копыт лошади ангела Джибриля. Муса объявил ему о своём наказании: «В этой жизни тебе придётся говорить: „Не прикасайтесь“. А затем наступит срок, которого тебе не избежать».

## Толкования
Мусульманская традиция не сомневалась, что ас-Самири был самаритянином, известном в иудейской и христианской традиции. Ат-Табари в «Джами аль-байан» (XVI, 152) и аз-Замахшари в тафсире «аль-Кашшаф» (II, 549) писали, что ас-Самири был видным израильтянином из племени Самира и которого звали Муса ибн Зафар; его религия отличалась от религии других евреев.
Учёные широко обсуждали вопрос о том, как «самаритянин» мог участвовать в истории Золотого тельца, в то время как библейские самаритяне появились гораздо позже. Гольдциер считал, что ас-Самири был представителем самаритян, которая живёт отдельно от несамаритян, беспокоясь за свою чистоту. То, что самаритяне крайне неохотно вступают в брак с представителями других групп, объясняется наказанием за подстрекательство израильтян к поклонению Золотому тельцу.
Были выдвинуты и другие версии. Шпейер предложил, что ас-Самири связан с талмудическим рассказом о Зимри ибн Салу, который вступил в близость с моавитянкой. Шварцбаум предположил, что рассказ о золотых телятах царя Иеровоама (один из которых, согласно талмудической традиции «мычал») слился с историей Мусы. Шварцбаум также видит в истории ас-Самири остатки фольклорного мотива Агасфера, который бродит по миру и отгоняет от себя людей.
Смысл коранического рассказа о Золотом тельце в том, что виновный в грехе (ас-Самири) будет наказан и должен искупить свою вину.